# Daniel Ortega
Daniel Ortega, właśc. José Daniel Ortega Saavedra (ur. 11 listopada 1945 w La Libertad) – nikaraguański polityk i rewolucjonista, przez większość życia przywódca Sandinistowskiego Frontu Wyzwolenia Narodowego (Frente Sandinista de Liberación Nacional, FSLN). W latach 1979–1985 członek rządzącej krajem Junty Rekonstrukcji Narodowej (Junta de Gobierno de Reconstrucción Nacional), od 4 marca 1981 jej przewodniczący, prezydent Nikaragui w latach 1985–1990 i ponownie od 10 stycznia 2007 (od 30 stycznia 2025 współprezydent). Oskarżany od tej pory o faktyczne sprawowanie władzy dyktatorskiej, wiążącej się z łamaniem reguł demokracji i praw człowieka.

## Życiorys
Urodził się w 1945 roku w mieście La Libertad. Jego ojciec był weteranem partyzanckiej armii Augusto Sandino. W młodości (pierwsza połowa lat 50.) wraz z rodzicami przeprowadził się do stolicy kraju Managui. Do Sandinistowskiego Frontu Wyzwolenia Narodowego dołączył w 1963 roku, rezygnując przy tym ze studiów. Brał udział w kampanii partyzanckiej Frontu co przypłacił schwytaniem przez siły rządowe w 1967 roku. Do schwytania Ortegi doszło gdy ten wraz z kilkoma innymi bojownikami próbował przeprowadzić napad na bank (fundusze miały trafić na walkę z reżimem). W trakcie odbywania więzienia wielokrotnie został poddany torturom. Pobyt w więzieniu zakończył w 1974 roku, kiedy to wyszedł na wolność w ramach programu wymiany więźniów. Po wyjściu na wolność trafił na Kubę, gdzie przeszedł kilkumiesięczne szkolenie w zakresie walki partyzanckiej. Po powrocie do kraju przez kolejne lata był jednym z przywódców Frontu nieustannie prowadzącego wojnę partyzancką. Wojna zakończyła się w 1979 roku zwycięstwem rewolucji i dojściem Frontu do władzy.
Po zwycięstwie militarnym w 1979 roku został członkiem nowej ekipy rządzącej. W 1981 roku został przewodniczącym rządu. W 1984 roku wygrał wybory prezydenckie a rok później objął urząd. Ortega w trakcie sprawowania rządów spotkał się z twardym sprzeciwem ze strony prezydenta Stanów Zjednoczonych Ronalda Reagana, który oskarżał Ortegę o marksizm i próbę szerzenia tej ideologii w całej Ameryce Środkowej. Pod kierownictwem CIA Stany Zjednoczone finansowały i zbroiły grupy bojowników antysandinistowskich znane jako Contras. Ze względu na agresywną retorykę USA, Ortega zwrócił się o pomoc do kubańskiego rządu Fidela Castro.
Po latach walk wewnętrznych i bojkotu ze strony USA, w 1990 roku oddał władzę opozycji. Nowym prezydentem została Violeta Chamorro. Od tamtej pory stał na czele opozycji skupionej wokół Frontu. Na łamach partii opowiadał się za kursem socjalistycznym. Bezskutecznie brał udział w wyborach prezydenckich w 1996 i 2001 roku (w wyborach w 2001 roku zdobył 42% głosów).
Powrócił do władzy w 2007 roku po wyborczym sukcesie w wyborach prezydenckich. Jego kadencja przedłużyła się w 2011 roku, kiedy to uzyskał reelekcję uzyskując przy tym około 60% głosów. Drugi etap rządów Ortegi wiąże się z rezygnacją z antyamerykańskiej retoryki, utrzymywaniem bliskich relacji z Wenezuelą rządzoną przez Hugo Cháveza, wdrażaniem programów eliminacji analfabetyzmu i głodu oraz wspieraniem sektora prywatnego.
Podczas rządów prezydenckich od 2007 roku zarzuca się Ortedze wprowadzenie faktycznej dyktatury, zmarginalizowanie parlamentu i przejęcie wymiaru sprawiedliwości oraz fałszowanie kolejnych wyborów. Wiceprezydentem została jego żona Rosario Murillo. W miejsce swoich poprzednich lewicujących rządów, w nowej konstytucji z 2013 roku wprowadził ustrój korporacyjny, oparty na związku władzy z wielkim kapitałem, ogłaszając zarazem, że Nikaragua ma być państwem chrześcijańskim, socjalistycznym i solidarnym, bez partii politycznych niszczących jedność narodu. Zarzuca się, że sam zgromadził przy tym wielki majątek, uwłaszczając się wraz z sojusznikami politycznymi na majątku państwowym przed oddaniem władzy w 1990 roku, w tym przedsiębiorstwach, fabrykach i kanałach telewizyjnych. Wprowadzono urzędowy kult Ortegi jako „zbawcy narodu”, którego symbolem stały się żelazne rzeźby Drzewa Życia. Ortega zyskał początkowo poparcie Kościoła katolickiego, biorąc ślub kościelny z wieloletnią partnerką Rosario Murillo i przegłosowując jeszcze w 2006 roku bezwzględny zakaz aborcji, co między innymi przyniosło mu poparcie Kościoła w wyborach.
W kwietniu 2018 roku Ortega wprowadził dekretem prezydenckim zwiększenie składek na ubezpieczenie społeczne, co spowodowało kilkudniowe protesty i zamieszki w kraju, krwawo stłumione przez władze. Szacuje się, że władze zastrzeliły 355 osób, wiele tysięcy następnie aresztowano, a kilkadziesiąt tysięcy zostało zmuszonych do ucieczki za granicę. Represje następnie władza skierowała także przeciwko popierającemu ją wcześniej  Kościołowi Katolickiemu.
W listopadzie 2021 roku Ortega wygrał ponowne wybory, uznane powszechnie przez społeczność międzynarodową za sfałszowane i pozorowane. Przed wyborami władza aresztowała  opozycjonistów i przeciwników politycznych oraz przejęła lub zamknęła niezależne media. Kadencję rozpoczął 10 stycznia 2022 roku, równocześnie został wraz z rodziną i współpracownikami obłożony sankcjami przez Unię Europejską i USA za przemoc wobec ludności, tłumienie wolności obywatelskich, łamanie demokracji i rządów prawa. W lutym 2023 roku reżim uwolnił uwięzionych w ostatnich latach 222 więźniów politycznych, równocześnie wypędzając ich z kraju i pozbawiając obywatelstwa oraz konfiskując majątki. Wśród zwolnionych była dawna Komendantka nr 2 w hierarchii sandinistowskiej partyzantki Dora María Téllez, jak również inni opozycjoniści i działacze kulturalni.
30 stycznia 2025 weszła w życie poprawka do Konstytucji Nikaragui, na mocy której Daniel Ortega i jego żona (dotychczasowa wiceprezydent Rosario Murillo), zostali współprezydentami państwa.

## Zarzuty na tle seksualnym
W 1998 roku Ortega został oskarżony przez pasierbicę Zoilamérikę (córkę Rosario Murillo) o systematyczne wykorzystywanie seksualne i gwałty trwające od  1979 roku, gdy miała 11 lat, przez kolejne 20 lat. Zaprzeczali temu Ortega i Rosario Murillo. Próby dochodzenia przez nią praw przed sądami nikaraguańskimi nie powiodły się, a ostatecznie zarzuty zostały uznane za przedawnione. W 2008 roku strony zawarły ugodę i Zoilamérica wycofała zarzuty, lecz później je publicznie podtrzymała, oświadczając, że działała pod przymusem.